# Лютберт
Лютберт (нім. Liutbert; бл. 793 — 871) — 3-й архієпископ Кельна в 841—842 роках, єпископ Мюнстера в 849—871 роках.

## Життєпис
Походив з саксонського знатного роду, що оселився в герцогстві Ріпуарському. Син Гасбальда і небіж Гадебальда, архієпископа Кельна. Народився близько 793 року. За часів Гадебальда набув певного впливу в архієпископстві.
Після смерті 841 року Гадебальда обирається новим архієпископом. Втім проти Лютберта виступив імператор Лотар I. У той же час східнонімецький король Людовик II став на бік Лютберта. Ймовірно, Лютберта було вигнано з кельнської кафедри, замість нього поставлено абата Гільдуїна. Втім Лютберт не полишав спроби повернути посаду архієпископа. Лише 849 року змирився, отримавши єпископство Мюнстерське. Втім зберіг владу в тій частині Кельнського архієпископства, що перебувало під владою Людовика II.
852 року був учасником Майнцького церковного синоду, а 860 року — на богоявленій зустрічі в Кобленці, 868 року — на Вормському церковному консиліумі.
Водночас підтримував монастирі Ноттульн, заснував 854 року монастир Св. Боніфація у Фрекенгорсті. Для останнього закупив мощі в Провансі, також запросив різних майстрів.
Остання згадка про Лютберта відноситься до 870 року, коли він брав участь в освяченні Кельнського собору. Помер ймовірно 871 року.